# The Wolf Among Us
The Wolf Among Us (englisch für „Der Wolf unter uns“) ist ein Point-and-Click-Adventure im Episodenformat. Das Spiel basiert auf dem Comic Fables von Bill Willingham. Es wurde von dem kalifornischen Studio Telltale Games entwickelt und veröffentlicht und von Vertigo und Warner Bros. Interactive Entertainment vertrieben. The Wolf Among Us ist in der gleichen fiktionalen Welt angesiedelt wie die Comicserie und findet chronologisch vor den Ereignissen des Comics statt, ist also ein Prequel. Das Spiel besteht aus fünf Episoden. Die erste wurde am 11. Oktober 2013 weltweit für Microsoft Windows und Xbox 360 veröffentlicht, für OS X am 14. Oktober, für PlayStation 3 am 15. Oktober in Nordamerika und am 16. Oktober in Europa und Australien; für iOS weltweit am 4. Dezember. Im November 2014 erschienen Versionen für PlayStation 4, PlayStation Vita und Xbox One.

## Gameplay
The Wolf Among Us ist ein Point-and-Click-Adventure, bei dem der Spieler die Kontrolle über den Protagonisten des Spiels, Bigby Wolf, übernimmt. Er kann sich in der Umwelt bewegen und andere Charaktere und Objekte überprüfen und mit ihnen interagieren. Es ähnelt Telltales vorherigem Spiel The Walking Dead, dahingehend dass der Spieler auch hier Entscheidungen durch seine Handlungen oder durch Dialogoptionen treffen kann, die die zukünftigen Ereignisse der Geschichte beeinflussen, inklusive die Ereignisse der folgenden Episoden. Das beinhaltet Hauptentscheidungen, wie die Entscheidung, einem Verdächtigen hinterherzurennen, während man den jeweils anderen dafür laufen lassen muss. Wie bei The Walking Dead werden diese Entscheidungen von Telltale aufgezeichnet und die allgemeinen Statistiken bezüglich der Hauptentscheidungen werden dem Spieler nach dem Abschluss jeder Episode präsentiert, sodass er sie mit den Entscheidungen anderer Spieler vergleichen kann. Manche dieser Entscheidungen beeinflussen parallele Ereignisse während der Handlung. So erfährt man zum Beispiel nach der Entscheidung, zwischen zwei hilfsbedürftigen Personen zu wählen, von der jeweils anderen, dass sie seine Hilfe eher hätte gebrauchen können.
Manche Szenen sind eher actionorientiert und verlangen vom Spieler, bei einer Serie von Quick-Time-Events (QTEs) zu reagieren. Dabei fehlzuschlagen könnte zum Tod Bigbys oder eines anderen Charakters führen, doch das Spiel startet in diesem Fall bei einem Kontrollpunkt direkt vor dieser Szene neu, um dem Spieler einen weiteren Versuch zu erlauben. In manchen Fällen sorgt das Fehlschlagen bei bestimmten QTEs nicht für den sofortigen Tod, sondern dafür, dass die Handlung ein klein wenig anders verläuft.

## Entwicklung
Steve Allison, der Senior-Vizepräsident der Marketingabteilung bei Telltale Games, verkündete in einem Interview mit der Webseite All Things Digital im Februar 2011, dass Telltale an einem auf dem Comic Fables basierenden Videospiel arbeitet. Bei der Electronic Entertainment Expo im Juni 2011 verkündete Telltale seine offiziellen Pläne für ein Fables-Spiel. Nach mehreren Verschiebungen wurde das Spiel bei der New York Comic Con im Oktober 2012 erneut angekündigt. Es wurde unter dem Arbeitstitel Fables entwickelt, doch später erfuhr man, dass es im Februar 2013 einen neuen Namen erhalten würde. Der endgültige lautet The Wolf Among Us und ist nach seinem Hauptcharakter Bigby Wolf benannt. Die erste Episode sollte eigentlich im ersten Quartal 2012 erscheinen. Sie wurde später bis zum dritten Quartal 2012 verschoben und dann schließlich erneut zu dritten Quartal 2013, dann zum Oktober 2013 verschoben. Im Februar 2013 erfuhr man, dass Telltale aufgrund des Erfolges von The Walking Dead länger als ursprünglich erwartet für die Entwicklung von The Wolf Among Us brauchte. Viele Spielmechaniken wurden von The Walking Dead in das neue Spiel implementiert.
Veröffentlichungen für die PlayStation 4 und Xbox One wurden im Mai 2014 angekündigt und sollen zusammen mit Einzelhandelsversionen der PlayStation 3 und Xbox 360 später im Jahr veröffentlicht werden.

## Inhaltsangabe
Die Handlung von The Wolf Among Us findet im Jahr 1986, Jahrzehnte vor den Ereignissen der ersten Ausgabe von Fables, statt. Viele Jahre lang wurden die magischen, mystischen Länder, die in Mythen, Legenden und der Folklore beschrieben und im Spiel umgangssprachlich als „The Homelands“ („Die Heimatländer“) bezeichnet werden, von einem rätselhaften Tyrann, der nur als „The Adversary“ („der Gegenspieler“) bezeichnet wird, besetzt. Um den plündernden Armeen und dem totalitären Regime des Gegenspielers zu entkommen, flohen viele Charaktere und Kreaturen, die im Spiel als „Fables“ bekannt sind, zur irdischen Welt und gründeten im kolonialen Amerika eine Enklave namens „Fabletown“, die sich im modernen Manhattan befindet. Um ihre Anwesenheit von den einheimischen Menschen, genannt „die Weltlichen“, zu vertuschen, müssen alle nicht-menschlichen „Fables“ eine Verzauberung namens „Glimmer“ kaufen, die ihnen erlaubt, die Erscheinung von Menschen anzunehmen; andernfalls werden sie zu einer ländlichen Gemeinde namens „die Farm“ abgeschoben. Der rehabilitierte Große Böse Wolf, Bigby Wolf (von Adam Harrington synchronisiert), ist der Sheriff von Fabletown und ist dafür verantwortlich, die Gemeinde vor der Welt zu verstecken und dessen Gesetze zu vollstrecken.

### Charaktere
Der Protagonist von The Wolf Among Us ist Bigby Wolf, der ehemalige Große Böse Wolf. Er ist der Sheriff von Fabletown, der aktuell im „Business Office“ unter dem stellvertretenden Bürgermeister Ichabod Crane, dessen Sekretärin Snow White und ihrem Zauberspiegel bei Ermittlungen arbeitet und dabei von Bufkin, einem geflügelten Affen, der Fabletowns Akten organisiert, unterstützt wird. Blaubart arbeitet ebenfalls im „Office“, wobei dessen Motive unklar sind. Bigby wohnt in den „Woodlands apartments“, wo er aktuell Colin, eins der Drei kleinen Schweinchen, als Entschädigung dafür, sein Haus weggeblasen zu haben, erlaubt bei ihm zu wohnen. Belle und das Biest wohnen ebenfalls in den Woodlands, wobei sie aktuell mit Eheproblemen kämpfen. Eins der Fables, mit dem er öfter in Kontakt steht, ist „Mr. Toad“ und sein Sohn TJ (Toad Junior), die in einem heruntergekommenen Apartmentkomplex in der Bronx wohnen.
Zu Beginn des Spiels wird der Spieler mit dem Holzfäller bekannt gemacht, der im selben Gebäude wohnt wie Mr. Toad. Außerdem begegnet er auch Faith und Prinz Lawrence, Charakteren aus dem Märchen Allerleirauh. In Bigbys Weg stellen sich Dee und Dum Tweedle, Zwillinge und Schläger, die für einen unbekannten Arbeitgeber arbeiten. Außerdem begegnet er Holly, einem weiblichen Troll, die die Trip Trap Bar führt und Grendel, einem ihrer alkoholkranken Stammkunden. In der zweiten Episode erscheint Georgie Porgie, der Eigentümer des Stripclubs Pudding ’n’ Pie und Faiths Zuhälter, zusammen mit seinen Mitarbeitern Vivian und dem gescheiten Hans, dem Türsteher des Clubs. Die dritte Episode führt Bloody Mary als Killerin des „krummen Manns“ ein, und außerdem noch Aunty Greenleaf, eine abtrünnige Hexe, die illegales, billiges, Schwarzmarkt-Glimmer an Fables verkauft, die sich die Glimmer im „dreizehnten Stock“, dem einzigen Ort, an dem man sich auf legale Weise Glimmer beschaffen kann, nicht leisten können. Die vierte Episode führt Jersey Teufel ein, Geschäftsführer des Pfandhauses Lucky Pawn, und Johann, den ehemaligen Eigentümer der Metzgerei Cut Above, dessen Geschäftsräume von den Handlangern des krummen Manns übernommen wurden.

### Handlung
Aufgrund der Entscheidungen, die der Spieler treffen kann, können einige Details der Handlung abweichen.
Bigby, der Sheriff von Fabletown, rettet eine junge Prostituierte vor dem betrunkenen Holzfäller und stellt ihre Heimreise sicher. Schockiert stellt er am nächsten Tag fest, dass ihr abgetrennter Kopf vor dem Haupteingang seines Apartment-Gebäudes, den Woodlands, liegt. Er und Snow White entdecken, dass es sich bei der Frau um Faith aus dem Märchen Allerleirauh handelt, die Prostituierte werden musste, um die Lebenshaltungskosten für ihren Ehemann, Prinz Lawrence, bezahlen zu können. Sie finden heraus, dass die Tweedles, Dee und Dum, in Faiths Wohnung herumgeschnüffelt haben, jedoch sofort fliehen, als sie erwischt werden. Snow kehrt zum Business Office zurück, während Bigby nach mehr Hinweisen sucht. Als er zu den Woodlands zurückkehrt, stellt er schockiert fest, dass auch Snows Kopf, genau wie zuvor der von Faith, auf den Stufen des Eingangs des Apartmentgebäudes liegt.
Bigby wird von der Menschen-Polizei für eine Aussage zum Revier gebracht, allerdings benutzt Ichabod Crane, der aktuelle Vizebürgermeister von Fabletown, einen Zauber, um ihn zu befreien und das Gedächtnis über diesen Vorfall aus den Erinnerungen und den Akten aller Polizisten zu löschen. Zurück beim Business Office stellen sie überrascht fest, dass Snow White noch lebt und dass der von Bigby gefundene Kopf in Wirklichkeit der von Lily, der Schwester von Holly dem Troll ist, deren Körper durch einen billigen Schwarzmarkt-Glimmer verkleidet war. Bigby begibt sich zu Lilys letztem bekannten Arbeitsplatz, dem Pudding ’n’ Pie, einem heruntergekommenen Stripclub, der von dem berüchtigten Georgie Porgie geleitet wird, der seine Mitarbeiterinnen zur Prostitution nötigt. Eines der Mädchen, Nerissa, eine ehemalige Meerjungfrau, versucht mit Bigby zu reden, ist jedoch nicht in der Lage, dies direkt zu tun. Stattdessen übergibt sie ihm einen Schlüssel zum Zimmer eines in der Nähe befindlichen Hotels. In diesem Zimmer entdeckt Bigby schockiert einen blutigen Mordschauplatz, in dem Lily offensichtlich getötet wurde, ihre Leiche jedoch nicht zu finden ist. Es stellt sich durch die Untersuchung des Tatorts heraus, dass Lily in diesem Zimmer von ihrem Kunden dazu gezwungen wurde, das Märchen Schneewittchen nachzuspielen. Nach weiterer Untersuchung des Zimmers findet Bigby entlarvende Fotos, auf denen Ichabod Crane zusammen mit der als Snow White verkleideten Lily zu sehen ist.
In der Hoffnung, Crane noch zu fangen eilt Bigby zurück zum Business Office, nur um zu erfahren, dass er bereits entkommen ist und der Zauberspiegel, ein Instrument, mit dem man jede Person, deren Namen man kennt, finden kann, zerbrochen wurde und Crane eine der Spiegelscherben mitnahm, was eine Reparatur von ihm unmöglich macht. Während er versucht, Crane zu finden, erfährt er, dass eine andere Fraktion, zu der unter anderem auch die Tweedle-Brüder zählen, ebenfalls nach Crane sucht. Bigby und Snow gelingt es, Crane bei Georgies Stripclub zu finden. Währenddessen kommen bei Snow Zweifel darüber auf, ob Crane wirklich der Mörder sei, und Bigby stimmt zu, ihn zurück zum Business Office zu bringen, um ihn zu verhören. Während sie den Club verlassen, werden sie in einer Gasse vom krummen Mann, Bloody Mary und den Tweedles eingekesselt, die darauf bestehen, Crane selbst mitzunehmen. Mary stachelt Bigby dazu an, sich in seine Wolfsform zu verwandeln und einen erbitterten Kampf gegen sie und die Tweedles zu führen. Der Wolfsmensch Bigby macht kurzen Prozess mit den Tweedles, doch Mary gelingt es, ihn durch einen Schuss mit einer Silberkugel schwer zu verletzen und komplett außer Gefecht zu setzen. Snow greift in den Kampf ein und erlaubt es Mary, Crane mitzunehmen. Mary verspottet dabei noch Bigby und Snow darüber, dass der krumme Mann bald Fabletown übernehmen würde.
Zurück in den Woodlands erholt sich Bigby und diskutiert mit Snow die neusten Entwicklungen in dem Fall. Er denkt über die beunruhigenden Ereignisse nach, die den krummen Mann plötzlich dazu veranlassten, seine Involvierung in dem Fall bekannt zu machen. Durch einen unerwarteten Besuch von Nerissa erfährt er, dass das Halsband, das jede von Georgies Prostituierten tragen muss, sie davon abhält, die Wahrheit zu verraten, und dass, wenn jemandem solch ein Halsband abgenommen wird, dessen Kopf durch einen Zauber abgehackt wird, was Teil von dem Plan des krummen Manns ist, die Kontrolle über die Einwohner Fabletowns zu erlangen. Durch kryptische Hinweise, die sie ihm gibt, gelingt es ihr, Bigby näher zu der fehlenden zerbrochenen Scherbe des Zauberspiegels zu führen. Außerdem erfährt Bigby noch von Belle und dem Biest, dass das Paar aufgrund von Geldmangel für zwei Subunternehmen des krummen Manns arbeiten musste, ein Pfandleihhaus, das von Jerseys Teufel geleitet wird, von dem er erfährt, dass die Tür zum Versteck des krummen Manns sich ständig zufällig in der Stadt bewegt, und eine Metzgerei, die von Johann dem Metzger geleitet wird, wo das billige Glimmer, die der krumme Mann verkauft, hergestellt werden. Bigby findet während seiner Ermittlung schließlich die fehlende Spiegelscherbe und kehrt zum Business Office zurück, wo es Bufkin gelingt, den Spiegel zu reparieren. Der Spiegel enthüllt ihnen, dass Mary Crane nach Paris geschickt hat, um ihn von allen fernzuhalten. Außerdem entdecken sie den aktuellen Standort der Tür zum Versteck des krummen Manns. Bigby eilt dorthin, nur um zu erfahren, dass sein Erscheinen bereits vom krummen Mann und seinen Handlangern erwartet wurde, zu denen neben Mary auch die Tweedles, der Jersey Devil, Georgie und Vivian zählen. Der krumme Mann bietet Bigby ruhig und höflich einen Platz an und sagt ihm, dass er mit ihm ein Wörtchen über die künftige Verwaltung von Fabletown reden muss.
Bigby erfährt vom krummen Mann, dass Georgie Faith und Lily ermordet hat. Georgie behauptet, er hätte den Befehl dazu vom krummen Mann erhalten. Ein Kampf bricht aus, bei dem der krumme Mann, Mary, Georgie und Vivian fliehen können. Georgie wird dabei noch von Bigby schwer verletzt. Jerseys Teufel und die Tweedles bleiben beim Versteck des krummen Manns zurück und tauchen für den Rest der Episode nicht mehr auf. Bigby stellt Georgie schließlich in seinem Stripclub. Vivian erklärt, dass Georgie und der krumme Mann ein durch sie und die anderen Prostituierten in die Wege geleiteten Plan verhindern wollten. Vivian erklärt, sie sei das erste Mädchen mit einem Halsband gewesen und dass die Halsbänder der anderen Prostituierten Kopien davon sind. Dies ist Teil der Methoden des Clubs, die Diskretion zu wahren. Da sie mit dieser Schuld nicht mehr leben kann, entfernt Vivian ihr Halsband, was zu ihrem Tod und dazu führt, dass alle anderen Prostituierten vom Zauber befreit werden. Georgie, der gerade dabei ist, seinen Wunden zu erliegen, teilt Bigby den Aufenthaltsort des krummen Manns mit. In einem Walzwerk außerhalb der Stadt trifft Bigby auf Mary. Im Kampf mit ihr verwandelt er sich in seine wahre Form, einen riesigen Wolf, wodurch es ihm letztlich gelingt, Mary zu töten. Bigby stellt den krummen Mann, der darauf besteht, zu den Woodlands gebracht zu werden, um dort einen fairen Gerichtsprozess zu erhalten. Dort versucht der Crooked Man die versammelten Fables davon zu überzeugen, er habe Mitleid mit deren Problemen, und dass die Handlungen von Snow und Crane sich nicht von dem unterscheiden, was er selbst getan hat. Bigby verrät dabei Georgies Geständnis, jedoch reicht die Beweislast zunächst nicht für eine Verurteilung aus, bis Nerissa erscheint, die nun von dem Geheimniszauber befreit ist und verrät, dass sie und mehrere andere Prostituierte den Befehl des krummen Manns, Georgie zum Mord an Faith und Lily aufzufordern, mitgehört haben, was letztlich zu seiner Verurteilung ausreicht. Am Ende des Prozesses kann der Spieler sich dazu entscheiden, den krummen Mann entweder hinzurichten oder ihn einzusperren. Im Epilog beschäftigen sich Blaubart und die nun zur Vizebürgermeisterin von Fabletown ernannte Snow mit den Auswirkungen der Handlungen des krummen Manns, während Bigby sich von den Fables verabschiedet, die zur Farm deportiert werden müssen. Danach trifft Bigby noch auf Nerissa. Sie gibt zu, dass sie, Faith und Lily planten, Georgie und damit auch den krummen Mann zu erpressen, um sich von ihnen zu befreien. Als der Plan aufflog, tötete Georgie Faith. Nerissa war diejenige, die Faiths Kopf vor den Eingang zu den Woodlands gelegt hat, um Bigby auf den Plan zu rufen. Außerdem gibt sie zu, sie hätte über den Befehl des krummen Manns, Georgie zum Mord an den Prostituierten anzustiften, gelogen, um seine Verurteilung zu garantieren. Nerissa geht und verabschiedet sich dabei mit exakt denselben Worten, die Faith Bigby bei deren Begegnung ebenfalls sagte. Bigby kommt dadurch darauf, dass die in Episode 1 erstmals auftauchende Faith in Wirklichkeit die durch Glimmer verkleidete Nerissa hätte sein können (die außerdem zugibt, sie habe den abgetrennten Kopf von Faith vor den Fables-Wohnkomplex Woodlands gelegt). Sie hätte Bigby mithin absichtlich in die Sache hineingezogen, um ihren Plan – den krummen Man zur Strecke bringen – zu verwirklichen. Als Letztes kann der Spieler entscheiden, Faith/Nerissa entweder hinterher zu laufen, oder gehen zu lassen. In beiden Fällen bleibt der weitere Verlauf offen.

## Episoden
Die Episoden wurden für Windows, Xbox 360, OS X und PS3 fast gleichzeitig innerhalb derselben Woche veröffentlicht. Die Veröffentlichungsdaten für iOS und PSV folgen ihnen normalerweise im Abstand von ungefähr einem Monat nach.
| Kapitel | Veröffentlichung (für Microsoft Windows, Mac OS X, Xbox 360, PlayStation 3 und iOS)                 |
| --- | --------------------------------------------------------------------------------------------------- |
| | |
| Episode 1 – „Faith“ | PC/Xbox 360: 11. Oktober 2013, Mac: 15. Oktober 2013, PS3: 16. Oktober 2013. iOS: 4. Dezember 2013. |
| Anmerkungen: - Der erste Mord an einem Fable seit Jahren führt Bigby auf die Spur eines Mörders. | |
| | |
| Episode 2 – „Smoke and Mirrors“ | PC/Mac: 4. Februar 2014, Playstation 3/Xbox 360: 5. Februar 2014                                    |
| Anmerkungen: - Bigby führt seine Suche nach dem Serienmörder, der die Straßen Fabletowns heimsucht, fort. Er versucht auch, von Faiths Zuhälter Georgie Porgie Antworten zu finden und wird in Beauty und Beasts Angelegenheiten hineingezogen. | |
| | |
| Episode 3 – „A Crooked Mile“ | PC/Mac: 8. April 2014, PS3/Xbox 360: 9. April 2014. iOS: 10. April 2014.                            |
| Anmerkungen: - Infolge einer schockierenden Enthüllung verfolgt Bigby Ichabod Crane, der nun untergetaucht ist. | |
| | |
| Episode 4 – „In Sheep's Clothing“ | PC/Mac/PS3: 27. Mai 2014, Xbox 360: 28. Mai 2014, iOS: 29. Mai 2014                                 |
| Anmerkungen: - Bigby muss tief in die Unterwelt eindringen, um den krummen Mann zu finden, bevor er oder Crane getötet werden. | |
| | |
| Episode 5 – „Cry Wolf“ | PC/Mac: 8. Juli 2014, Playstation 3/XBox 360: 9. Juli 2014, iOS: 10. Juli 2014                      |
| Anmerkungen: - Bigby erfährt die komplette Wahrheit über die vom krummen Mann begangenen Verbrechen gegen Fabletown. | |

## Rezeption

### Episode 1 –Faith
Episode 1 erhielt positive Bewertungen. Die Webseiten GameRankings und Metacritic gaben der PS3-Version eine Bewertung von jeweils 87 % und 85 %, der PC-Version 86,14 % und 85 % und der Xbox-360-Version 80,96 % und 82 %.

### Episode 2 –Smoke and Mirrors
Episode 2 erhielt mäßige bis gute Bewertungen. Die Durchschnittsbewertungen beliefen sich auf 84,57 % und 82 % bei der PS3-Version, 78,37 % und 76 % bei der PC-Version und 73,50 % und 73 % bei der Xbox-360-Version.

### Episode 3 –A Crooked Mile
Die Durchschnittsbewertungen für Episode 3 beliefen sich bei der PS3-Version auf 88,80 % und 82 %, bei der PC-Version auf 83,10 % und 82 % und bei der Xbox-360-Version auf 78,62 % und 77 %.

### Episode 4 –In Sheep's Clothing
Episode 4 erhielt mäßige bis gute Bewertungen. Die PC-Version erhielt eine Durchschnittsbewertung von 76,73 % und 75 %, die Xbox-360-Version 71,36 % und 74 % und die PS3-Version 70,75 % und 69 %.

### Episode 5 –Cry Wolf
Die letzte Episode der ersten Staffel erhielt von Kritikern gute Bewertungen. Durchschnittlich erhielt die PC-Version 87,96 % und 84 %. Bei der Xbox-360-Version waren es 84,77 % und 85 % und die PS3-Version erhielt 76,83 % und 75 %.

## Fortsetzung
Im Juli 2017 kündigte Telltale Games eine zweite Staffel offiziell an. Neben bereits bekannten Figuren sollen auch völlig neue Charaktere anzutreffen sein. Als Releasetermin nannte man vorerst lediglich das Jahr 2018. Im September 2018 gab Telltale Games bekannt, dass die zweite Staffel nicht mehr erscheinen wird. Im Dezember 2019 wurde jedoch ein Trailer zur zweiten Staffel auf YouTube veröffentlicht.